# 齐 (黄巢)
大齐政权是唐末民变领袖黄巢于公元881年在长安建立的政权。
880年，黄巢占据京兆府、河南府、河中府、陕州、虢州、华州、商州，建立大齐。国都在京兆府，下辖河中节度使、河阳节度使。当年，唐朝收复河中节度使、河中府。881年，夺得邠州、邓州，设置邠宁节度使。随后，唐朝收复邠州、邓州、邠宁节度使、河阳节度使、河南府、陕州、虢州、商州。882年，夺得同州，随后，唐朝收复同州、华州。883年，唐朝收复京兆府，黄巢东逃，884年，黄巢兵败身死，大齐政权灭亡。
黄巢败亡后，先前投降黄巢的奉国军节度使秦宗权继续作乱乃至称帝，但国号、年号均不详。889年，秦宗权败亡。
| 姓名 | 年號 | 在位時間     |
| ---- | ---- | ------------ |
| 黄巢 | 王霸 | 878年－880年 |
| 黄巢 | 金统 | 880年－884年 |